# Saburō Nagai
Saburō Nagai (永井 三郎 Nagai Saburō?,  Japón, 11 de noviembre) es una mangaka japonesa. Nagai comenzó su carrera en 2006 dibujando dōjinshis de populares series de manga como Death Note. Debutó como artista de manga profesional en 2011 y desde entonces ha publicado varias series de manga de género yaoi. Algunas de sus obras más conocidas son Smells Like Green Spirit y Shōnen yo, Taishi Toka Iroiro Idake. En 2013, Shōnen yo, Taishi Toka Iroiro Idake fue licenciado para su publicación en Estados Unidos por SuBLime bajo el nombre de Boys, Be Ambitious!. En 2019, otra de sus obras, Smells Like Green Spirit, fue licenciada para su publicación en España por Ediciones Tomodomo.

## Obras
- Chinkami (2011)
- Smells Like Green Spirit (2011-13)
- Shōnen yo, Taishi Toka Iroiro Idake (2012)
- Senkō Girl (2012)
- Seishun Elegy's (2013-17)[3]
- Kin no Tama Heroes (2013)
- Kinbaku Passion (2017)

### Dōjinshi
- Death Note dj - Monster (2006)